# 米拉比里人
米拉比里人，是分布於老撾和泰國山區的民族，被外界稱為東南亞最有趣和最不被理解的民族，人口只有100-300人。他們在老泰邊境山區過狩獵-採集生活。在泰國他們經常和苗族一起生活，在老撾則與其他民族一起生活。

## 名稱由來
「米拉比里」一詞來自克木語：「米拉」解作「人」；「比里」解作「森林」。 在老泰民族則稱他們為Phi Tong Luang，即「黃葉精靈」，是指當他們搭建住處的樹葉枯黃就搬走。

## 生活方式
米拉比里人過住流徙不定的生活，他們頻繁地移動，沒有永久性住處，是由棕櫚葉和竹搭建而成的臨時住處。他們以前只用布或皮覆蓋腰部，現在他們與其他山地部落貿易獲得了工廠做的衣服。他們是狩獵採集者，大多數他們的食物是採集得來的植物。在以前女性獨自在森林產下嬰兒因此母嬰的死亡率極高。
他們相信森林中萬物有靈，但沒正式宗教禮儀，婚姻只是簡單的求婚沒釆禮，人死後暫時停屍至部落移動，於再次起程時下葬。
自20世紀90年代以來，泰國的米拉比里人紛落戶到帕府和楠府更永久性的村莊。他們住的房屋是由煤渣磚和木材，金屬屋頂建成，也有電力。孩子們開始去公立學校，他們的醫療保健有所改善。據報導在2013年，泰國的米拉比里人自殺率上升。現在儘管他們仍然從事狩獵和採集，但也作為日薪工人，從事高原農業和吊床編織。
在詩琳通公主的贊助下，楠府設立了一個米拉比里人定居點。